# Arthur Gossard
Arthur Charles Gossard (* 18. Juni 1935 in Ottawa, Illinois; † 26. Juni 2022 in Santa Barbara, Kalifornien) war ein US-amerikanischer Festkörperphysiker.

## Leben und Wirken
Gossard studierte an der Harvard University (Bachelor 1956) und promovierte 1960 an der University of California, Berkeley. Danach war er von 1960 bis 1987 an den Bell Laboratories (zuletzt als Distinguished Member of Technical Staff), wo er mit Horst Ludwig Störmer und Daniel Chee Tsui (die dafür den Nobelpreis bekamen) 1981 den gebrochenzahligen Quanten-Hall-Effekt (FQHE) entdeckte. Von 1987 bis 2015 war er Professor für Elektrotechnik, Materialwissenschaften und Informatik an der University of California, Santa Barbara. Danach war er Professor Emeritus and Research Professor.
Gossard beschäftigte sich unter anderem mit Molekularstrahl-Epitaxie, Wachstum von Quantum Wells, Supergittern, magnetische Halbleiter und zusammengesetzte (Metall/Halbleiter) Nanomaterialien. Er ist Mitentdecker des „beschränkten  Quanten-Stark-Effekts“ (quantum confined Stark Effect, QCSE).
1962/63 war er am Kernforschungszentrum in Saclay und 1996 als Humboldt Fellow an der Universität Erlangen.
1984 erhielt er mit Tsui und Störmer den Oliver E. Buckley Condensed Matter Prize. 1987 wurde er Fellow der National Academy of Engineering. 2001 erhielt er den James C. McGroddy Prize for New Materials der American Physical Society. 1974 wurde er Fellow der American Physical Society. Ab 2001 war er Mitglied der National Academy of Sciences. 2006 erhielt er den Newcomb Cleveland Prize der American Association for the Advancement of Science, 2016 die National Medal of Technology and Innovation.
Aufgrund der Zahl seiner Zitierungen zählte ihn Clarivate Analytics ab 2018 zu den Favoriten auf einen Nobelpreis für Physik (Clarivate Citation Laureates).

## Schriften
- mit Tsui, Störmer: Two dimensional Magnetotransport in the extreme quantum limit. Phys. Rev. Lett., Bd. 48, 1982, S. 1559–1562 (Entdeckung des FQHE)